# بلکسترو

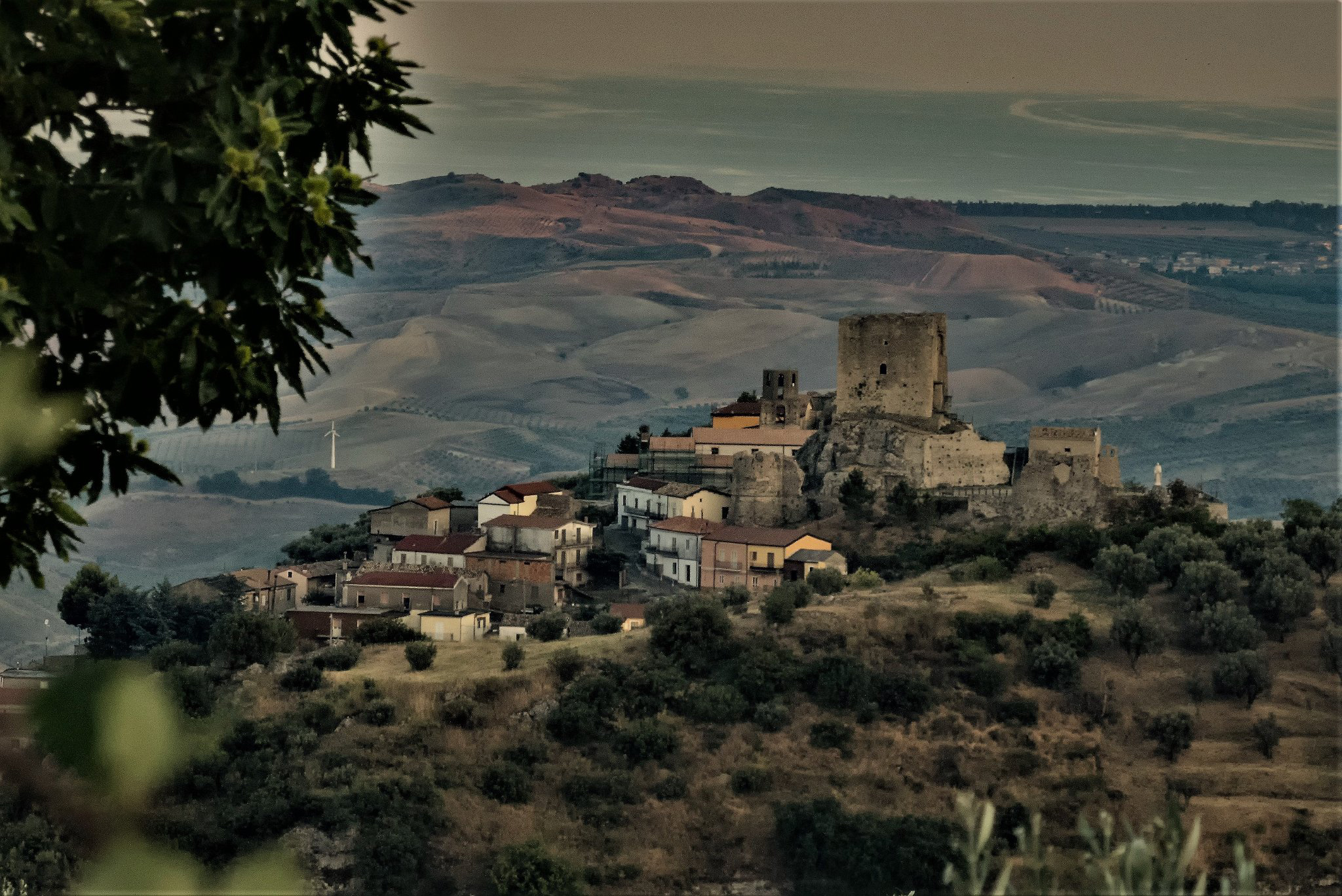
تصویری از بلکسترو

بلکسترو (به ایتالیایی: Belcastro ، در آلبانیایی : Geniçkastron ، به یونانی-بیزانسی: Geniòkastron) یک کومونه در ایتالیا است که در استان کاتانزارو واقع شده‌است.

## خصوصیات
بلکسترو ۵۲ کیلومترمربع مساحت و ۱٬۳۹۷ نفر جمعیت دارد و ۵۳۵ متر بالاتر از سطح دریا واقع شده‌است.

## خواهرخوانده
شهرهای Roccasecca و ایزولا دی کاپو ریتزوتو خواهرخوانده‌های بلاسترو هستند.